# Vasily Zhdanov
Vasyl Ivanovych Zhdanov (nascido em 12 de janeiro de 1963) é um ex-ciclista soviético.
Competiu pela União Soviética na prova de contrarrelógio (100 km) nos Jogos Olímpicos de Verão de 1988, em Seul, onde terminou em sétimo lugar.